# Lucien Goldmann
Pour les articles homonymes, voir Goldmann.
Lucien Goldmann (né le 20 juin 1913 à Bucarest, en Roumanie, et mort en France le 3 octobre 1970 à Paris 12e) est un philosophe et sociologue français d'origine roumaine.
Il a été directeur d'études à l'École pratique des hautes études (1959-1970) et un théoricien marxiste influent.

## Biographie
Dans sa jeunesse roumaine, il est exclu de l’union de la jeunesse communiste, organisation clandestine en Roumanie en 1934 pour « trotskisme ».
Sociologue de la création littéraire, il passe à l’université de Vienne, où il suit les cours de Max Adler. Réfugié en Suisse en 1942, il y devient l'assistant de Jean Piaget et participe à ses recherches d'épistémologie génétique. De retour — en 1945 — à Paris, il entre au C.N.R.S. Après avoir exercé une influence considérable à Paris, il meurt en 1970. Cioran l'a toujours considéré comme son pire ennemi et le plus ardent des calomniateurs. Georg Lukács était pour lui un maître. Sa vie est partiellement racontée et romancée dans le roman de Julia Kristeva, Les Samouraïs (1990), sous le pseudonyme de Fabien Edelman ; l'autrice l'a connu personnellement lorsqu'elle a émigré en France. Il a dirigé la soutenance de thèse de Julia Kristeva.
Il était depuis 1956 l'époux d'Annie Goldmann, née Taïeb.

## Sa pensée
Lucien Goldmann pensait que le marxisme était alors en crise sévère et devait se renouveler pour survivre. Il rejetait la vision marxiste traditionnelle du prolétariat et contestait aussi les théorisations anti-humanistes et structuralistes alors populaires dans les cercles intellectuels de gauche français. Cette opposition peut expliquer que les travaux de Goldmann furent éclipsés, en dépit des avis de Jean Piaget et Alasdair MacIntyre qui l'appelait « le marxiste le plus fin et le plus intelligent de l'époque ». Il ne pensait pas que l'avenir de l'humanité découlerait des lois inexorables de l'histoire, mais plutôt d'un pari à faire, tel Pascal pariant sur l'existence de Dieu.
Goldmann a écrit dans Le Dieu caché que « la révolution, c'est l’engagement des individus dans une action qui comporte le risque, le danger d’échec, l’espoir de réussite, mais dans laquelle on joue sa vie ».

### Littérature
S’appuyant sur la méthode structuraliste génétique de l’histoire littéraire, Goldmann considère les textes comme les produits des structures mentales d’une classe sociale particulière, et met l’accent sur la relation de l’art avec la base sociale,. Comme il le dit dans Pour une sociologie du roman (1965), « la forme romanesque nous paraît être en effet la transposition sur le plan littéraire de la vie quotidienne dans la société individualiste née de la production pour le marché, ». Il existe donc pour Goldmann une homologie structurelle entre l’idéologie du groupe social et la pensée de l'œuvre. C'est avec cette finalité qu'il utilise le concept de vision du monde, un ensemble exprimé sur le plan littéraire, à travers la création d’un univers spécifique d’êtres et de choses. De cette manière, l’œuvre structure la vision du monde appartenant à la classe sociale dans laquelle s'inscrit l’auteur. Par conséquent, la littérature constitue un point de contact entre les sphères individuelle et collective, et son essence consiste dans le fait d'élever la conscience collective à un niveau qui n’aurait jamais été atteint sans la médiation de l’individu créateur.
René Pommier, dans son article Jansénisme et noblesse de robe ?, conteste cette thèse en donnant quatre objections fondamentales.
Jean-Yves Tadié écrit que les recherches considérables de Goldmann « sur le jansénisme méritent plus de respects que n'en ont parfois témoigné des polémistes expéditifs ».
Roland Barthes qualifie l'analyse de Lucien Goldmann dans ses Essais critiques comme étant « la critique la plus féconde […] que l'on puisse imaginer à partir de l'histoire sociale et politique ».
Henri Lefebvre sera également l'un des contradicteurs privilégiés de Goldmann dans le champ des analyses marxistes de l'oeuvre de Blaise Pascal, philosophe au centre des thèses du Dieu Caché.

## Œuvres
- La Communauté humaine et l'Univers chez Kant : Études sur la pensée dialectique et son histoire, Paris, PUF, 1948
- Introduction à la philosophie de Kant, Paris, PUF, 1967Réédition du titre précédent
- Le Dieu caché : Étude sur la vision tragique dans les Pensées de Pascal et dans le théâtre de Racine, Paris, Gallimard, 1955
- Correspondance de Martin de Barcos, abbé de Saint-Cyran, avec les abbesses de Port-Royal et les principaux personnages du groupe janséniste, Paris, PUF, 1956Édition critique
- Racine, Paris, L'Arche, 1956 (réimpr. 1970)
- Recherches dialectiques, Paris, Gallimard, 1959
- Pour une sociologie du roman, Paris, Gallimard, 1956 (réimpr. 1964)
- Sciences humaines et Philosophie, suivi de Structuralisme génétique et Création littéraire, Paris, Gonthier, 1996Réédité par Delga en 2014
- Kierkegaard vivant, Paris, Gallimard, 1966.
- Lucien Goldmann, "La pensée des « Lumières »", Annales, Année 1967, 22-4, pp. 752-779.
- Marxisme et Sciences humaines, Paris, Gallimard, 1970
- Structures mentales et Création culturelle, Paris, Union générale d'éditions, 1970
- Épistémologie et Philosophie, Paris, Denoël, 1970
- Situation de la critique racinienne, Paris, L'Arche, 1971
- Lukács et Heidegger : Fragments posthumes établis et présentés par Youssef Ishaghpour, Paris, Denoël – Gonthier, 1973
- Épistémologie et Philosophie politique : Pour une théorie de la liberté, Paris, Denoël – Gonthier, 1978Réédité par Delga en 2016